# Декларація незалежності Молдови
Декларація про незалежність Республіки Молдова, або Декларація незалежності Молдови — документ, затверджений 27 серпня 1991 парламентом Молдавської РСР у законі № 691 «Про декларації про незалежність» після провалу Серпневого путчу ГКЧП, який оголошував про вихід Молдови зі складу СРСР.

## Зміст
Парламент Республіки Молдова проголошував у цій декларації незалежність Республіки Молдова, беручи до уваги тисячолітнє минуле молдавського народу і його безперервну державність (починаючи з часів Молдавського князівства), а також підкреслюючи повне право на подібний крок. Декларація оголошувала недійсними рішення Кючук-Кайнарджійського (1775) та Бухарестського мирних договорів (1812) між Російською та Османською імперіями, звинувачуючи обидві сторони в розчленуванні національної території; недійсними також були оголошені закон Верховної Ради СРСР від 2 серпня 1940 «про утворення союзної Молдавської РСР» і Пакт Молотова — Ріббентропа від 23 серпня 1939 року, оскільки вони були ухвалені без урахування думки населення Бессарабії, Буковини та краю Герца.
Декларація незалежності посилалася на декларацію про суверенітет Республіки Молдова від 23 червня 1990 року і ряд заключних документів Великих Національних Зборів у Кишиневі, ухвалених в 1989—1991 роках, а також визнавала повне право Молдови на бойкот Всесоюзного референдуму про збереження СРСР від 17 березня 1991 року. Ці документи становили основу для визнання суверенітету і державності Молдови. На основі Статуту ООН, у якому говорилося про рівноправність народів і їхнє право на самовизначення, а також Гельсінського заключного акта парламент Молдови офіційно проголосив Республіку Молдову як суверенну, незалежну і демократичну державу. Офіційною мовою, відповідно до Декларації, оголошувалася румунська мова на основі латинської графіки, прийнята як офіційна ще 31 серпня 1989 року Верховною Радою Молдавської РСР.

## Офіційні наслідки

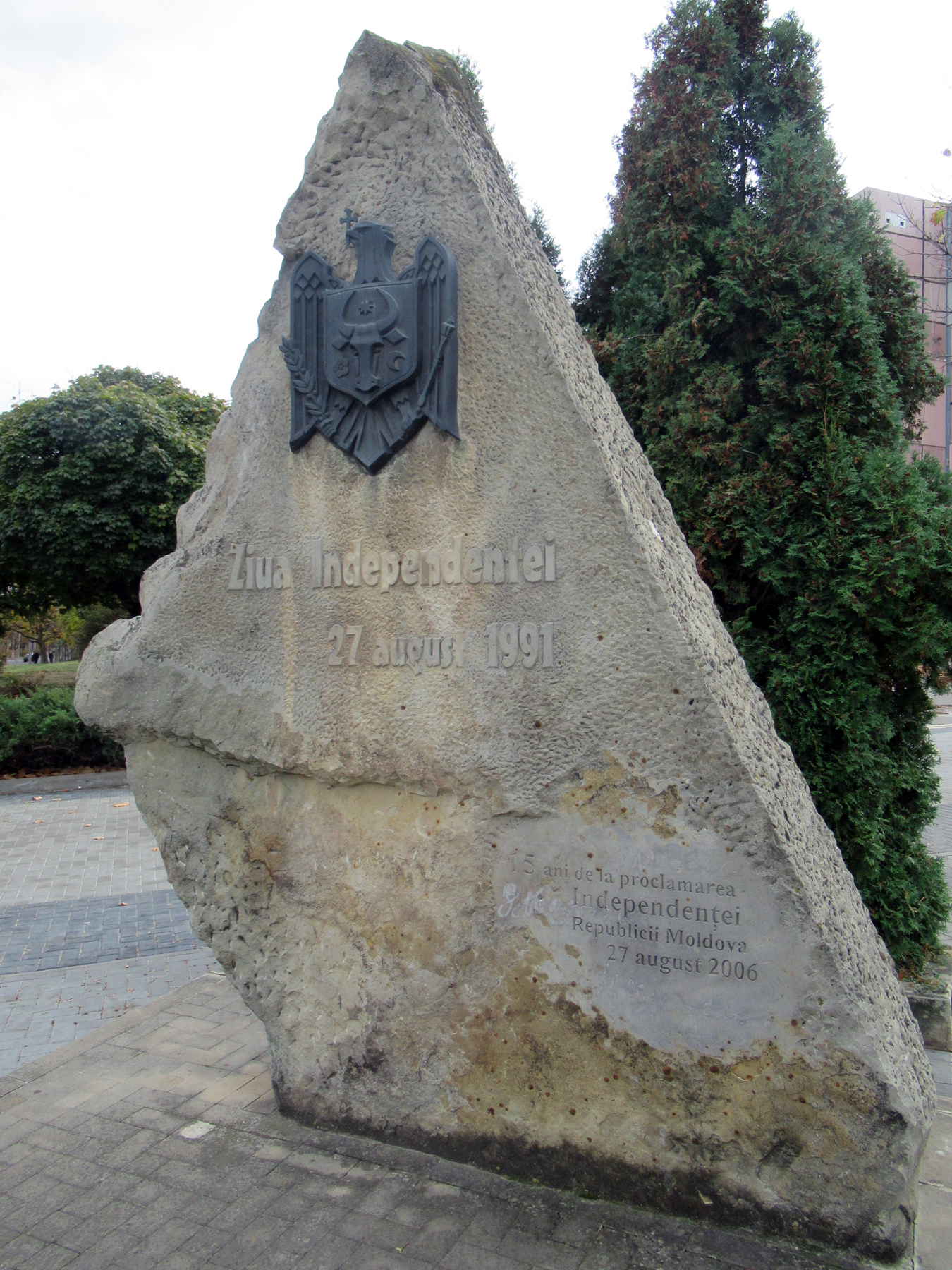
пам'ятник Дню Незалежності Молдови на вул. Незалежності в Кишиневі

278 депутатів підписали цей документ у 1991 році, і 27 серпня стало державним святом країни під назвою День незалежності Республіки Молдова. Визнання незалежності Молдови офіційно відзначали 2 березня 1992 року, коли країна стала постійним членом ООН.
Оригінальний документ згорів у 2009 році під час заворушень у Молдові, однак 2010 року текст Декларації вдалося відновити.